# ГЕС Мело
ГЕС Мело (фін. Melon voimalaitos) — гідроелектростанція на південному заході Фінляндії у провінції Пірканмаа, на західній околиці міста Нокіа. Знаходячись вище від ГЕС Тюрваа, становить верхній ступінь в каскаді на річці Кокемяєнйокі (впадає у Ботнічну затоку).
Спорудження станції припало на період з 1968 (за десять років до того вже розпочинали роботи, проте швидко припинили) по 1971 роки. У процесі спорудження греблі висотою 33 метри та довжиною 119 метрів здійснили земляні роботи об'ємом 400 тис. м3, крім того, провели виїмку 40 тис. м3. Зазначена земляна гребля звузила річище річки, остаточно перекрите машинним залом станції, бетонні споруди якої потребували 25 тис. м3 матеріалу.
Основне обладнання станції складають дві турбіни типу Каплан загальною потужністю 67,9 МВт, які при напорі у 20 метрів виробляють 200 млн кВт·год електроенергії на рік.
У середині 2010-х років власник станції замовив у словенської компані Koncar відновлення обох генераторів.